# Минасян, Арцвик Гарегинович
Арцвик Гарегинович Минася́н (арм. Արծվիկ  Մինասյան; 1 января 1972, село Воскетас, Арагацотнская область, Армянская ССР) — армянский политический и государственный деятель. Член партии Дашнакцутюн. Принимал участие в ряде международных конференций, является автором более десятка научных публикаций. Кандидат экономических наук.

## Биография
1995 — окончил факультет экономики Ереванского государственного университета по специальности экономист-математик.
2001 — юридический факультет ЕрГУ по специальности юрист.
С 1997 — принимал участие в учебных курсах Международного института Комиссии по ценным бумагам США, Московского государственного университета и Венского объединённого института.
1999—2000 — занимал должность заместителя начальника инспекции рынка ценных бумаг Армении.
С 1999 — преподавал на факультете экономики Ереванского государственного университета, а с 2004 — в Ереванском государственном экономическом институте.
2000—2005 — являлся членом комиссии Армении по ценным бумагам.
В августе 2005 года стал заместителем министра труда и социального обеспечения, проработав в этом качестве два года.
2007—2012 — депутат Национального собрания Армении. Один из авторов законопроекта о дне айренатирутюна.
6 мая 2012 года — избран депутатом НС по пропорциональной избирательной системе от партии «АРФД»
24 февраля 2016 года указом Президента Армении назначен министром экономики Республики Армения, а 27 сентября 2016 года, в новом правительстве, назначен министром охраны природы Армения.
23 апреля 2018 года, после отставки Сержа Саргсяна из-за протестов исполняющим обязанности премьер-министра стал Карен Карапетян, а Минасян стал исполняющим обязанности министра охраны природы. Спустя три дня, 26 апреля Арцвик Минасян подал в отставку.
2 октября в 21։51 перестал исполнять обязанности министра охраны природы.